# جوکار (سوسن)
جوکار یک روستا در ایران است که در بخش سوسن شهرستان ایذه در استان خوزستان واقع شده‌است.
 جوکار ۱۳۲ نفر جمعیت دارد.

## جمعیت
این روستا در دهستان سوسن غربی قرار دارد و براساس سرشماری مرکز آمار ایران در سال ۱۳۸۵، جمعیت آن ۱۳۲ نفر (۲۳ خانوار) بوده‌است.
روستای جوکار ۴ فصل است و در هر فصل تغیر می کند اهالی روستا کشاورز و دامداری می کنند مردم ده 
اکثراً سهید هستند (اولاد بندر) و چند خانه دهناشی می باشند 
اهالی روستا سخت کوش و خیلی با استعداد در زمینه های مختلف ...